# Tatra 815
Tatra 815 – rodzina samochodów ciężarowych wysokiej ładowności produkowanych w latach 1983 – 2025 przez czeską (wcześniej czechosłowacką) firmę Tatra. Pojazdy tej serii wykorzystują tradycyjną dla producenta koncepcję sztywnej ramy szkieletowej i wahliwych półosi zapewniających niezależne zawieszenie. Tatra  815 dostępna była w wariantach 4x4, 6x6, 8x8, 10x8, 10x10, 12x8 i 12x12. Do napędu pojazdu służyły silniki chłodzone powietrzem lub cieczą o mocy 230 – 440 kW (310 – 590 KM). Produkcja modelu 815 została zakończona 25 lutego 2025r. Łącznie wyprodukowano 158065 egzemplarzy. 

## Historia
Tatra 815 powstała, aby ostatecznie zastąpić starzejącą się Tatrę 148. Pierwszy prototyp nowego modelu (nazwany Tatra 157) powstał w 1970 roku. W latach 1970–1974 zaprojektowano kilka kolejnych prototypów, pomimo to w związku z protestami innego czechosłowackiego producenta LIAZ, któremu centralny komitet planowania wyznaczył produkcję ciężarówek podobnej klasy, Tatra zrezygnowała z rozwoju modelu 157 i zaczęła koncentrować się na cięższej klasie pojazdów. Tatra 815 ostatecznie powstała w 1983 roku jako następca modeli 813 i 148. W 1984 roku model ten w ramach reklamy czechosłowackiego przemysłu samochodowego brał udział w rajdzie dookoła świata. W 1989 roku dokonano pierwszego liftingu i wprowadzono nowy model 815-2, który w 1994 roku przeszedł dalszą modernizację. 3 lata później, w 1997 roku, do oferty wprowadzono nową kabinę TERRN°1. Kolejna modernizacja miała miejsce w 2000 roku i obejmowała między innymi przebudowę  wnętrza i mocowania kabiny, a także po raz pierwszy pojawiła się w ofercie opcja montażu silników chłodzonych cieczą. Kolejny lifting kabiny miał miejsce w 2010 r. W 2018 roku wprowadzono do oferty nowy wariant Terra – była to ostatnia modernizacja pojazdu. Ze względu na zmiany w wymaganiach dotyczących emisji w 2003 r. Tatra opracowała całkowicie nowy, chłodzony powietrzem silnik V8 T3C, który był zgodny z normą Euro III. W 2006 roku wprowadzono nowy, spełniający normy SCR i Euro IV silnik T3D.

## Jednostki napędowe
| Nazwa                | Typ                  | Pojemność            | Moc max.                     | Max. moment obrotowy          |
| Silniki wysokoprężne | Silniki wysokoprężne | Silniki wysokoprężne | Silniki wysokoprężne         | Silniki wysokoprężne          |
| -------------------- | -------------------- | -------------------- | ---------------------------- | ----------------------------- |
| T3-928               | V8                   | 12 667 cm³           | 170 kW przy 2 200 obr. /min. | 840 Nm przy 1 400 obr. /min.  |
| T3-929               | V10                  | 15 825 cm³           | 208 kW przy 2 200 obr. /min. | 1 010 Nm przy 1 400 obr./min. |
| T3-930-30            | V12                  | 19 001 cm³           | 235 kW przy 2 200 obr. /min. | 1 130 Nm przy 1 400 obr./min. |
| T3-930-53            | V12 Turbo            | 19 001 cm³           | 265 kW przy 2 200 obr. /min. | 1 295 Nm przy 1 400 obr./min. |
| T3B-928-50           | V8 Turbo             | 12 667 cm³           | 230 kW przy 1 800 obr. /min. | 1 400 Nm przy 1 200 obr./min. |
| T3B-928-60           | V8 Turbo             | 12 667 cm³           | 255 kW przy 1 800 obr. /min. | 1 570 Nm przy 1 200 obr./min. |
| T3B-928-70           | V8 Turbo             | 12 667 cm³           | 300 kW przy 1 800 obr. /min. | 1 830 Nm przy 1 200 obr./min. |

## Wykorzystanie
Na terenie Europy Tatra 815 jest przede wszystkim wykorzystywana na rynku cywilnym, przez firmy petrochemiczne oraz wydobywcze, ale też logistyczne. W Stanach Zjednoczonych została dostosowana przede wszystkim do pełnienia roli samochodu strażackiego, gdzie jest sprzedawana pod marką American Truck Company. Tatra 815 ze względu na swoje dobre właściwości terenowe jest ponadto szeroko wykorzystywana w siłach zbrojnych wielu państw np. jako podwozie wieloprowadnicowych wyrzutni rakiet RM-70/85. Wersje militarne są użytkowane przez siły zbrojne takich państwa jak Polska, Czechy, Indie, Sri-Lanka czy Arabia Saudyjska.

## W polskich muzeach
- Muzeum Pożarnictwa w Mysłowicach – Tatra 815 6x6 z 1990 roku[13].
- Podlaskie Muzeum Techniki w Bielanach– Tatra 815 6x6.1R z 1988 roku[12].
- Muzeum Techniki Militarnej w Tarnowskich Górach – Tatra 815.
- Muzeum Sprzętu Wojskowego w Mrągowie – ciągnik balastowy Tatra 815 z 1988 roku[14].